# Přehrada

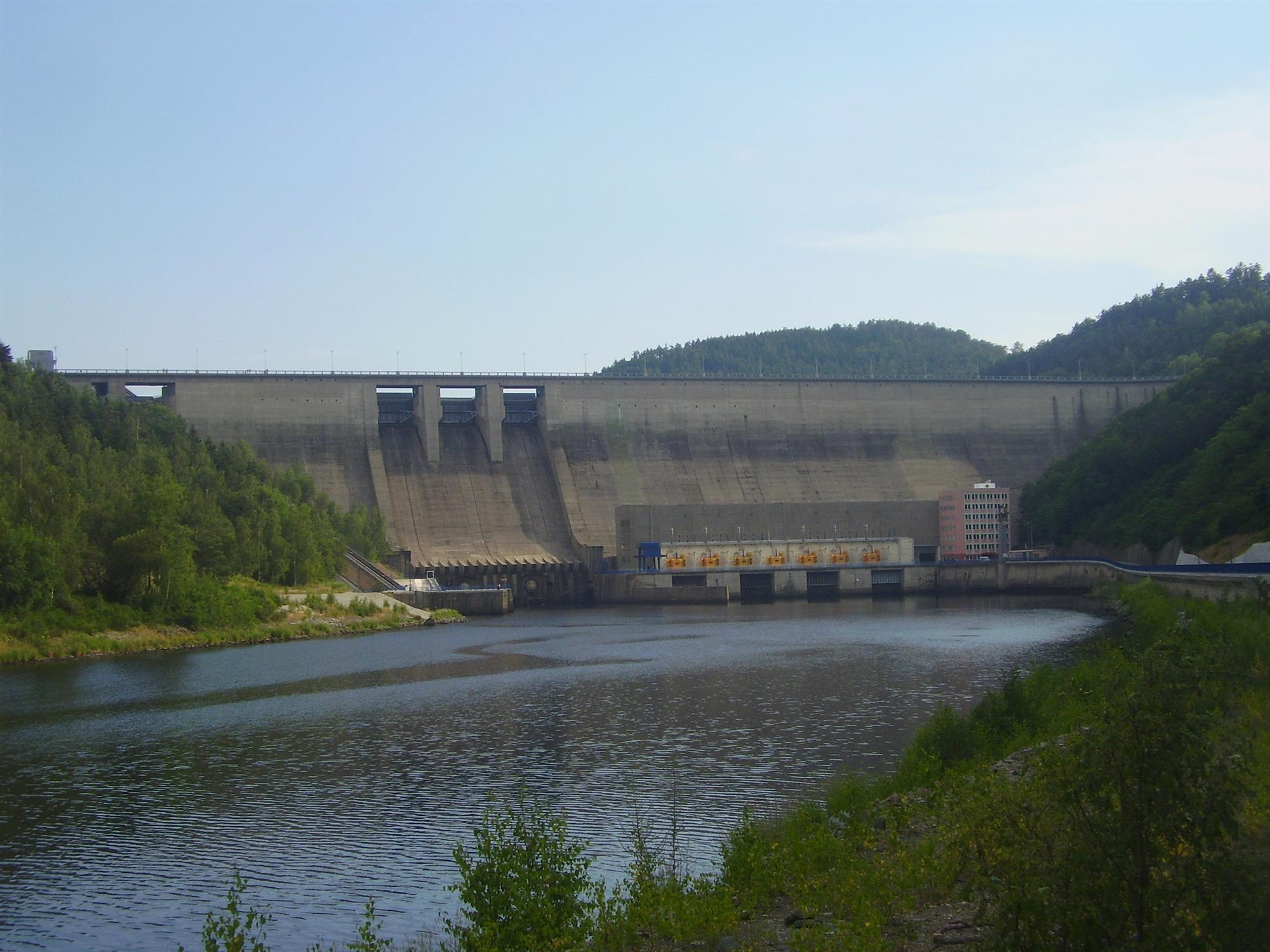
Hráz vodní nádrže Orlík, nejvyšší betonová hráz v Česku

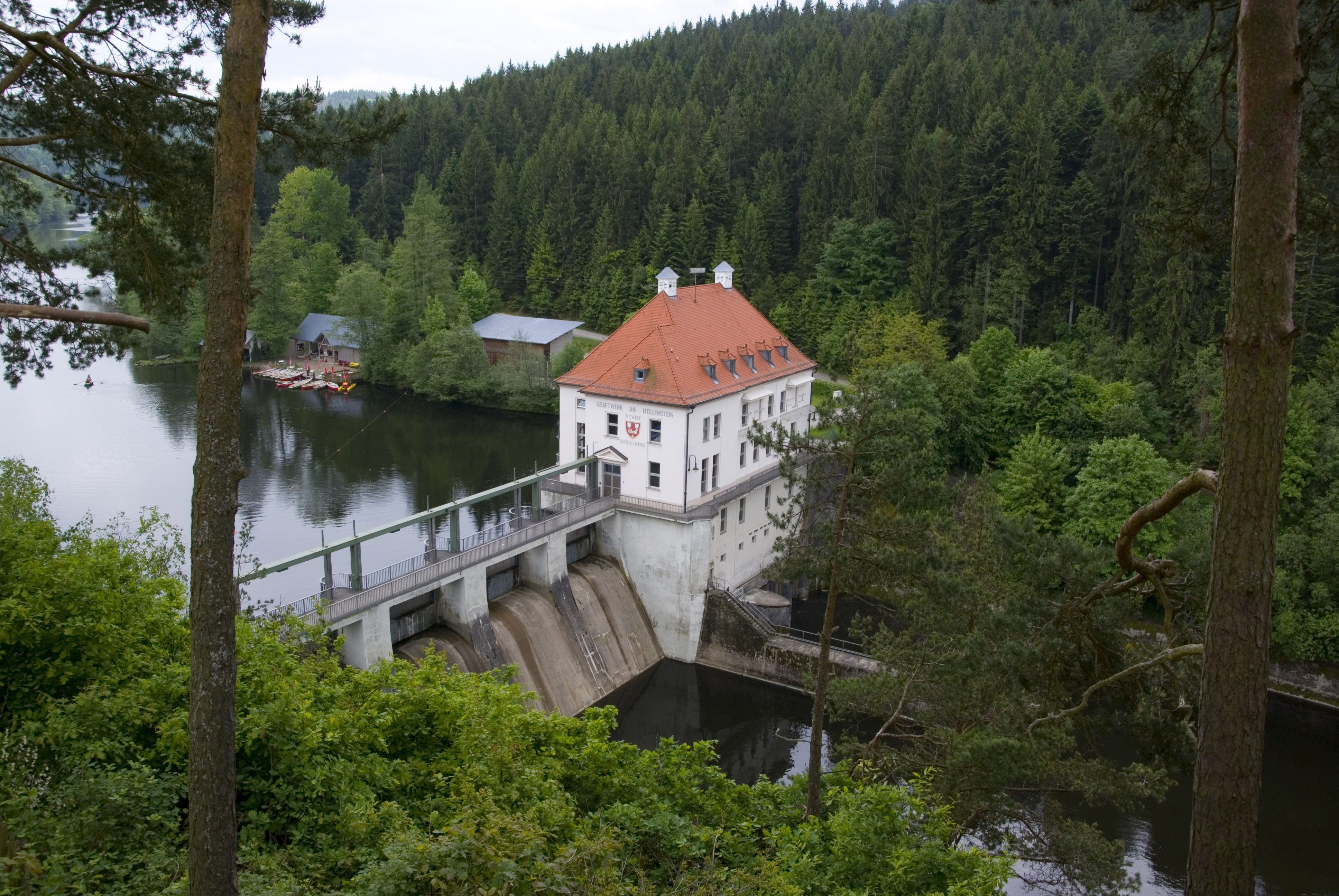
Přehrada Höllensteinsee v Německu

Přehrada je příčná stavba na vodním toku, která jej přehrazuje a vytváří umělou vodní nádrž. Obvyklou součástí přehradní hráze je vodní elektrárna.
Vodní nádrž (též zvaná přehrada) slouží k zásobování vodou, ochraně před povodněmi, vyrovnávání průtoků, k rekreaci, vodním sportům, rybolovu atd.

## Funkce
Slouží k zadržování vody pro zásobování vodou, výrobě elektrické energie, ochraně před povodněmi, vyrovnávání průtoků, okrajově k rekreaci, vodním sportům, rybolovu aj. Některé funkce jako vodní přehrady mají i jezy.

## Historie
První přehrady se datují do časů starých Egypťanů před 5000 lety, kdy údajně faraon Meni postavil hliněnou přehradu na řece Nilu. Historie moderních přehrad se odvozuje od Asuánské přehrady v Egyptě či Hooverovy přehrady na řece Colorado v USA postavené roku 1936. Nejvíce přehrad bylo postaveno přibližně mezi lety 1950 až 1990. Ve 21. století se již téměř nestaví.

## Sypané přehrady
Sypané přehrady se používají ke stavbě nádrží již po více tisíciletí. S rozvojem poznatků se tyto stavby stávají složitějšími a je umožněna jejich stavba v extrémnějších podmínkách.
Tyto stavby mají vždy příčný řez tvaru lichoběžníku. Sklony jednotlivých svahů jsou ovlivněny použitým materiálem nebo třeba podložím. Takováto stavba je mnohem masivnější než přehrady zděné betonové. Toto konstrukční řešení má nevýhody jako např. neodolnost přelití vody přes přehradu nebo nutnost bezchybného navržení z ohledu prosakování vody, kde chyba může vést ke značným komplikacím, včetně destrukce stavby.
Dělí se na:
- homogenní hráze – časté konstrukční řešení zejména pro nižší přehrady. Nezbytnou součástí je drenážní patka.
- nehomogenní hráze – sestává ze stabilizační části a těsncího prvku. Dále je podle těsnicího prvku dělíme na:
  - se zemním těsněním
  - s nezemními těsněními[4]

## Betonové přehrady
Betonové přehrady se rozdělují na:
- tížné – voda v přehradě je zadržovaná hmotností stavby
- pilířové – mají plný betonový líc, plnou stěnu tvoří pilíře
- klenbové – jsou vystavěny do oblouku, tlak vody se tak přenáší do bočních stran údolí, kde je přehrada postavena
- členěnéKlenbová přehrada Émosson ve Švýcarsku

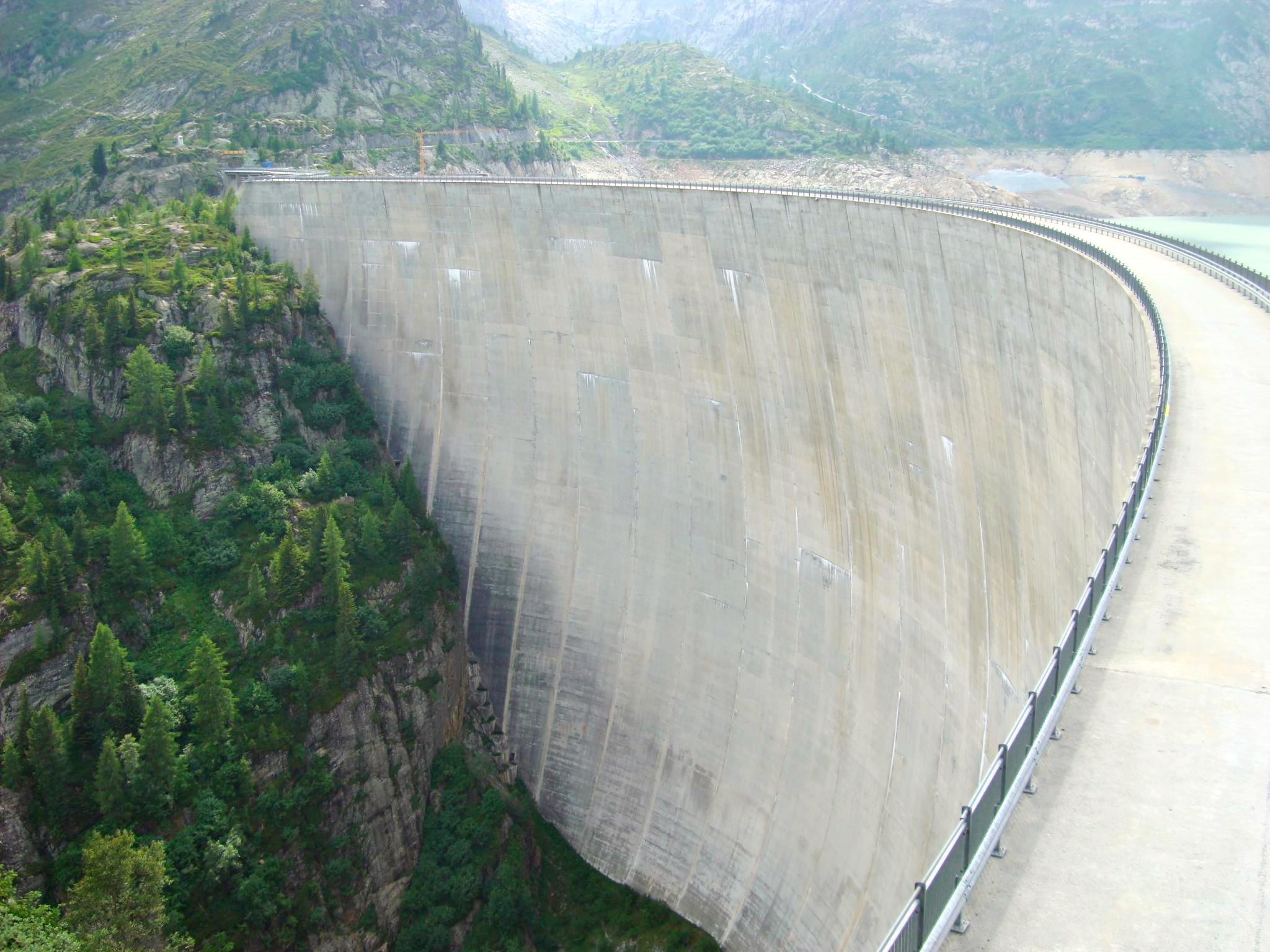
Klenbová přehrada Émosson ve Švýcarsku

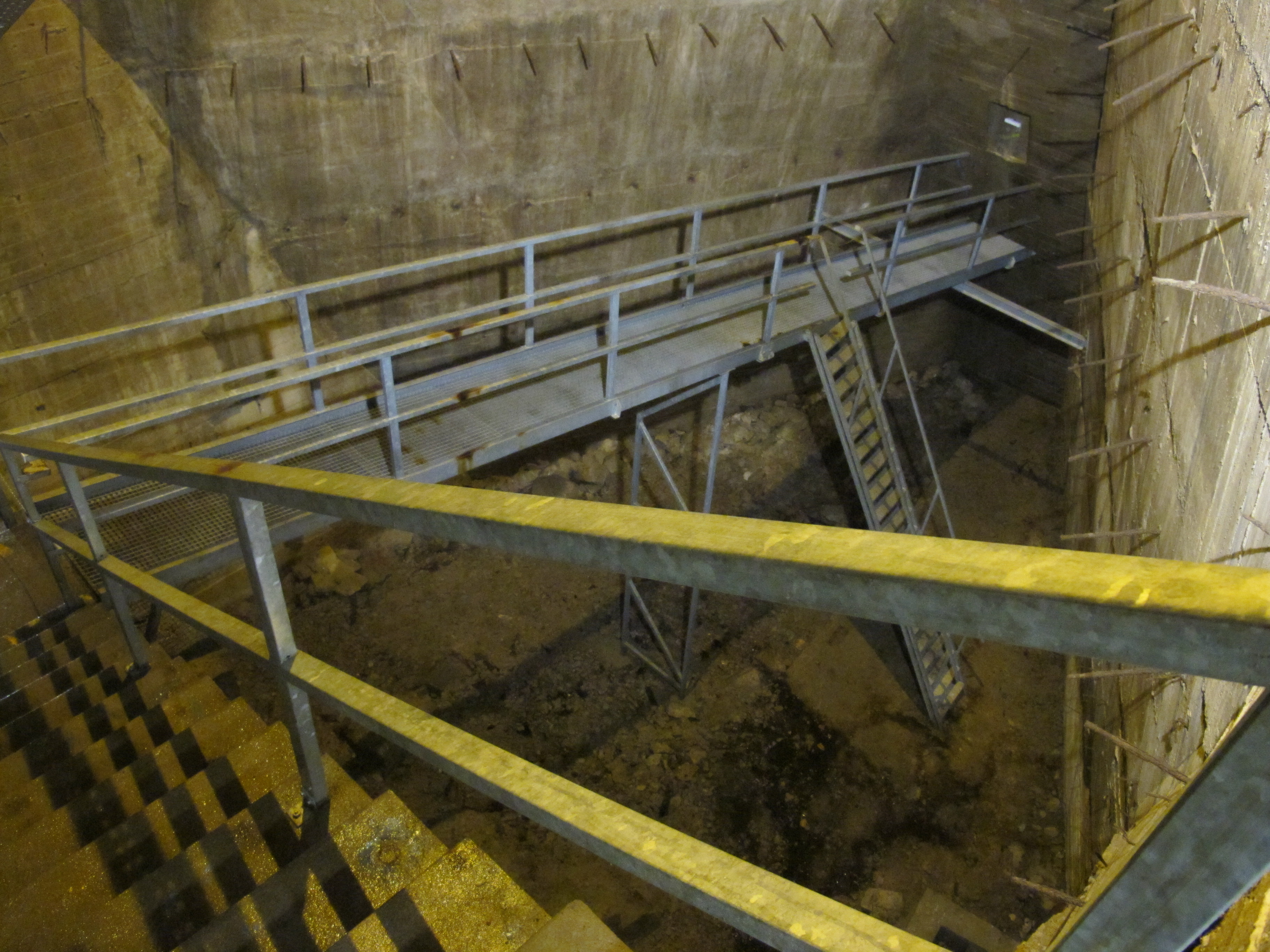
Dutý vnitřek pilířové hráze VN Fláje

Jednotlivé typy přehrad mohou být kombinovány. Existují například tížné přehrady s klenbovým účinkem. Betonové přehrady vyžadují kvalitní skalní podloží, klenbové přehrady vyžadují vhodné geologické podmínky na bočních stranách údolí. Při stavbě přehrady je důležitým faktorem vhodná šířka a hloubka údolí.

## Manipulační objekty přehrad
Účelem manipulačních objektů je:
- zajistit vypuštění nádrže, kvůli revizi, nutné opravě nebo riziku porušení přehrady
- zajistit plánované funkce díla, jako např. nadlepšování průtoků atd.
- chránit přehradu před povodněmi, nebo jiným navýšením průtoků
- minimalizovat negativní dopady, jako zamezení transportních procesů ve vodním toku nebo zamezení tahu ryb

patří mezi ně například:
- přelivy
- spodní výpusti
- objekty tlumící energii vody
- štěrkové propusti[4]

## Významné přehrady

### Největší přehrady ve světě
Největší nádrž co do objemu zadržované vody, Kariba na řece Zambezi, 180,6 km³. Podobně je tomu u plochy nádrže, kdy největší plochu má nádrž na řece Volta v Ghaně (8 482 km²). Nejvyšší přehradní hráz ve světě je plánovaná přehrada Rogun, která je zatím ve výstavbě (335 m) na řece Vachš v Tádžikistánu. V tabulce jsou zachyceny zde: Nejvyšší hráze světa.

### Největší přehrady v Česku
Orlík má z českých nádrží největší objem zadržované vody 703,8 mil. m³ a nejvyšší (91 m) betonovou hráz. Plochou vodní hladiny (48,7 km²) jej však překonává nádrž přehrady Lipno I. Nejvyšší přehradní hráz v České republice je Vodní nádrž Dalešice s výškou hráze 100 m. Dalešice jsou zároveň druhou nejvyšší sypanou hrází v Evropě, avšak nejdelší sypanou hráz ve střední Evropě mají vodní nádrž Nechranice (délka koruny hráze 3280 metrů), viz též seznam přehradních nádrží v Česku.

## Vodní doprava
Vodní doprava přes přehrady je umožněna pomocí plavební komory, lodního výtahu nebo jeřábu pro lodě nebo obdobných transportních zařízení.

## Ekologické dopady
Přehrada zpravidla brání přirozené migraci vodních živočichů, zejména ryb. Výstavba přehrad bývá v kolizi se zájmem na zachování cenných přírodních území a historických sídelních míst, která mají být zaplavena, čímž dochází k jejich nenávratnému poškození. OSN varuje před stavbou dalších přehrad ve světě. V místech přehradních nádrží se vytvářejí nové biotopy a vodní dílo většinou zřetelným způsobem ovlivňuje mikroklima ve svém okolí.